# Dark Canyon
Dark Canyon es una película estadounidense de drama y wéstern de 2012, dirigida por Dustin Rikert, que a su vez la escribió junto a William Shockley y Philip Tiboni, en la fotografía estuvo A.J. Raitano y los protagonistas son Ernie Hudson, Abraham Benrubi y Don Swayze, entre otros. El filme fue producido por Team 2 Entertainment y se estrenó el 24 de octubre de 2012.

## Sinopsis
El mariscal Duke Donovan es llevado a la cárcel, lo acusan de ser parte de un robo a un banco. Luego de enterarse de que la vida de su mujer está en riesgo, debe fugarse lo antes posible para salvarla y limpiar su nombre.